# All for You (album)
All for You là album phòng thu thứ bảy của ca sĩ người Mỹ Janet Jackson, phát hành ngày 16 tháng 4 năm 2001 bởi Virgin Records. Quá trình thực hiện và phát triển album được lấy cảm hứng từ cuộc ly thân công khai của Jackson với chồng của cô René Elizondo Jr., qua đó tiết lộ cuộc hôn nhân bí mật kéo dài chín năm giữa họ. Trái ngược với những chủ đề đen tối về bạo lực gia đình và trầm cảm trong album phòng thu trước The Velvet Rope (1997), đĩa nhạc là sự kết hợp giữa những giai điệu dance-pop lạc quan và R&B chậm, đồng thời kết hợp với rock, disco, funk, soft rock và nhạc phương Đông. Nội dung ca từ của album đề cập đến những chủ đề về đam mê, lãng mạn, giao hợp, sự phản bội và lừa dối. Những nội dung và ngôn ngữ mang hơi hướng tình dục của một số bài hát khiến All for You gây nên nhiều ý kiến trái chiều về mặt truyền thông, dẫn đến việc album bị cấm hoặc kiểm duyệt ở một số quốc gia. Ngoài ra, một phiên bản chỉnh sửa cho đĩa đơn năm 2000 của Jackson "Doesn't Really Matter" nằm trong nhạc phim của bộ phim hài mà cô thủ vai chính The Nutty Professor II: The Klumps cũng xuất hiện trong trong đĩa nhạc.
Sau khi phát hành, All for You nhận được những phản ứng tích cực từ các nhà phê bình âm nhạc, trong đó họ đánh giá cao bản chất lạc quan và sự đổi mới về mặt âm nhạc so với album trước, đồng thời nhìn nhận đĩa nhạc như là một trong những tác phẩm quyến rũ và hay nhất trong sự nghiệp của Jackson. Ngoài ra, All for You cũng giúp cô nhận được ba đề cử giải Grammy tại lễ trao giải thường niên lần thứ 44, bao gồm Album giọng pop xuất sắc nhất. Album cũng gặt hái những thành công lớn về mặt thương mại khi đứng đầu bảng xếp hạng tại Canada và lọt vào top 10 ở hầu hết những quốc gia khác, bao gồm vươn đến top 5 ở những thị trường lớn như Úc, Hà Lan, Pháp, Đức, Nhật Bản, Thụy Điển, Thụy Sĩ và Vương quốc Anh. All for You ra mắt ở vị trí số một trên bảng xếp hạng Billboard 200 với 605,128 bản, trở thành album quán quân thứ năm của nữ ca sĩ và là tác phẩm có doanh số tuần đầu cao nhất của cô tại Hoa Kỳ, cũng như cao thứ hai đối với một nghệ sĩ nữ lúc bấy giờ trong lịch sử Nielsen Soundscan. Tính đến nay, đĩa nhạc đã bán được hơn bảy triệu bản trên toàn cầu, trở thành một trong những album bán chạy nhất năm 2001.
Ba đĩa đơn đã được phát hành từ All for You. Bài hát chủ đề được chọn làm đĩa đơn mở đường và lọt vào top 10 ở gần 20 quốc gia, đồng thời đứng đầu bảng xếp hạng Billboard Hot 100 trong bảy tuần liên tiếp và chiến thắng một giải Grammy cho Thu âm nhạc dance xuất sắc nhất. Đĩa đơn tiếp theo "Someone to Call My Lover" tiếp tục gặt hái thành công tại Hoa Kỳ và Canada, trong khi đĩa đơn cuối cùng "Son of a Gun (I Betcha Think This Song Is About You)" được phối lại với sự tham gia góp giọng của Missy Elliott cũng đạt được những thành công tương đối trên toàn cầu. Để quảng bá album, MTV phát sóng một chương trình đặc biệt mang tên MTV Icon: Janet Jackson, tuyên bố Jackson là biểu tượng âm nhạc đầu tiên của kênh và tôn vinh sự nghiệp lẫn ảnh hưởng của cô đối với văn hóa đại chúng, và cô cũng thực hiện chuyến lưu diễn All for You Tour (2001–02) với 73 đêm diễn và đi qua hai châu lục. Ngoài ra, nữ ca sĩ cũng được trao nhiều giải thưởng thành tựu trong sự nghiệp, bao gồm giải Công trạng tại giải thưởng Âm nhạc Mỹ, giải thưởng Thành tựu trọn đời tại giải TMF và giải Thống đốc của Viện Hàn lâm Thu âm.

## Danh sách bài hát
| All for You – Phiên bản tiêu chuẩn | All for You – Phiên bản tiêu chuẩn                                       | All for You – Phiên bản tiêu chuẩn                              | All for You – Phiên bản tiêu chuẩn           | All for You – Phiên bản tiêu chuẩn |
| STT                                | Nhan đề                                                                  | Sáng tác                                                        | Sản xuất                                     | Thời lượng                         |
| ---------------------------------- | ------------------------------------------------------------------------ | --------------------------------------------------------------- | -------------------------------------------- | ---------------------------------- |
| 1.                                 | "Intro"                                                                  |                                                                 |                                              | 1:00                               |
| 2.                                 | "You Ain't Right"                                                        | Janet Jackson James Harris III Terry Lewis Dana Stinson         | Rockwilder Jackson Jimmy Jam and Terry Lewis | 4:32                               |
| 3.                                 | "All for You"                                                            | Jackson Harris Lewis Wayne Garfield David Romani Mauro Malavasi | Jackson Jam & Lewis                          | 5:29                               |
| 4.                                 | "2wayforyou" (Interlude)                                                 |                                                                 |                                              | 0:19                               |
| 5.                                 | "Come On Get Up"                                                         | Jackson Harris Lewis Stinson                                    | Rockwilder Jackson Jam & Lewis               | 4:47                               |
| 6.                                 | "When We Oooo"                                                           | Jackson Harris Lewis                                            | Jackson Jam & Lewis                          | 4:34                               |
| 7.                                 | "China Love"                                                             | Jackson Harris Lewis                                            | Jackson Jam & Lewis                          | 4:36                               |
| 8.                                 | "Love Scene (Ooh Baby)"                                                  | Jackson Harris Lewis                                            | Jackson Jam & Lewis                          | 4:16                               |
| 9.                                 | "Would You Mind[a]"                                                      | Jackson Harris Lewis Stinson                                    | Rockwilder Jackson Jam & Lewis               | 5:31                               |
| 10.                                | "Lame" (Interlude)                                                       |                                                                 |                                              | 0:11                               |
| 11.                                | "Trust a Try"                                                            | Jackson Harris Lewis Stinson                                    | Rockwilder Jackson Jam & Lewis               | 5:16                               |
| 12.                                | "Clouds" (Interlude)                                                     |                                                                 |                                              | 0:19                               |
| 13.                                | "Son of a Gun (I Betcha Think This Song Is About You)" (với Carly Simon) | Jackson Harris Lewis Carly Simon                                | Jackson Jam & Lewis                          | 5:56                               |
| 14.                                | "Truth"                                                                  | Jackson Harris Lewis James Wright Stan Vincent                  | Jackson Jam & Lewis                          | 6:45                               |
| 15.                                | "Theory" (Interlude)                                                     |                                                                 |                                              | 0:26                               |
| 16.                                | "Someone to Call My Lover"                                               | Jackson Harris Lewis Dewey Bunnell                              | Jackson Jam & Lewis                          | 4:32                               |
| 17.                                | "Feels So Right"                                                         | Jackson Harris Lewis Stinson                                    | Rockwilder Jackson Jam & Lewis               | 4:42                               |
| 18.                                | "Doesn't Really Matter (từ Nutty Professor II: The Klumps)"              | Jackson Harris Lewis                                            | Jackson Jam & Lewis                          | 4:24                               |
| 19.                                | "Better Days"                                                            | Jackson Harris Lewis                                            | Jackson Jam & Lewis                          | 5:05                               |
| 20.                                | "Outro"                                                                  |                                                                 |                                              | 0:09                               |
| Tổng thời lượng:                   | Tổng thời lượng:                                                         | Tổng thời lượng:                                                | Tổng thời lượng:                             | 73:01                              |

| All for You – Phiên bản tại Nhật Bản (bản nhạc bổ sung) | All for You – Phiên bản tại Nhật Bản (bản nhạc bổ sung) | All for You – Phiên bản tại Nhật Bản (bản nhạc bổ sung) | All for You – Phiên bản tại Nhật Bản (bản nhạc bổ sung) | All for You – Phiên bản tại Nhật Bản (bản nhạc bổ sung) |
| STT                                                     | Nhan đề                                                 | Sáng tác                                                | Sản xuất                                                | Thời lượng                                              |
| ------------------------------------------------------- | ------------------------------------------------------- | ------------------------------------------------------- | ------------------------------------------------------- | ------------------------------------------------------- |
| 21.                                                     | "Who"                                                   | Jackson Harris Lewis Stinson                            | Rockwilder Jackson Jam & Lewis                          | 3:45                                                    |
| Tổng thời lượng:                                        | Tổng thời lượng:                                        | Tổng thời lượng:                                        | Tổng thời lượng:                                        | 76:45                                                   |

| All for You – Phiên bản tái phát hành tại Châu Á (bản nhạc bổ sung) | All for You – Phiên bản tái phát hành tại Châu Á (bản nhạc bổ sung)                                                               | All for You – Phiên bản tái phát hành tại Châu Á (bản nhạc bổ sung) | All for You – Phiên bản tái phát hành tại Châu Á (bản nhạc bổ sung) | All for You – Phiên bản tái phát hành tại Châu Á (bản nhạc bổ sung) |
| STT                                                                 | Nhan đề | Sáng tác                                                            | Sản xuất                                                            | Thời lượng                                                          |
| ------------------------------------------------------------------- | --- | ------------------------------------------------------------------- | ------------------------------------------------------------------- | ------------------------------------------------------------------- |
| 20.                                                                 | "Son of a Gun (I Betcha Think This Song Is About You)" (Original Flyte Tyme Remix) (với Carly Simon và hợp tác với Missy Elliott) | Jackson Harris Lewis Carly Simon                                    | Jam & Lewis                                                         | 4:14                                                                |
| 21.                                                                 | "Son of a Gun (I Betcha Think This Song Is About You)" (P. Diddy Remix) (với Carly Simon và hợp tác với Missy Elliott)            | Jackson Harris Lewis Simon Elliott Combs                            | P. Diddy                                                            | 5:07                                                                |
| Tổng thời lượng:                                                    | Tổng thời lượng: | Tổng thời lượng:                                                    | Tổng thời lượng:                                                    | 78:08                                                               |

| All for You – Phiên bản cao cấp giới hạn (DVD kèm theo) | All for You – Phiên bản cao cấp giới hạn (DVD kèm theo) | All for You – Phiên bản cao cấp giới hạn (DVD kèm theo) | All for You – Phiên bản cao cấp giới hạn (DVD kèm theo) |
| STT                                                     | Nhan đề                                                 | Đạo diễn                                                | Thời lượng                                              |
| ------------------------------------------------------- | ------------------------------------------------------- | ------------------------------------------------------- | ------------------------------------------------------- |
| 1.                                                      | "That's the Way Love Goes"                              | Rene Elizondo Jr.                                       | 3:45                                                    |
| 2.                                                      | "If"                                                    | Dominic Sena                                            | 5:15                                                    |
| 3.                                                      | "Again"                                                 | Rene Elizondo Jr.                                       | 4:21                                                    |
| 4.                                                      | "Because of Love"                                       | Beth McCarthy                                           | 4:12                                                    |
| 5.                                                      | "Any Time, Any Place"                                   | Keir McFarlane                                          | 4:40                                                    |
| 6.                                                      | "You Want This"                                         | Keir McFarlane                                          | 5:14                                                    |
| 7.                                                      | "janet. – Hậu trường"                                   |                                                         | 15:09                                                   |
| 8.                                                      | "Got 'til It's Gone"                                    | Mark Romanek                                            | 4:11                                                    |
| 9.                                                      | "Together Again"                                        | Seb Janiak                                              | 4:20                                                    |
| 10.                                                     | "Together Again" (Deeper Remix)                         | Rene Elizondo Jr.                                       | 4:04                                                    |
| 11.                                                     | "I Get Lonely"                                          | Paul Hunter                                             | 4:40                                                    |
| 12.                                                     | "Go Deep"                                               | Jonathan Dayton and Valerie Faris                       | 4:54                                                    |
| 13.                                                     | "You"                                                   | David Mallet                                            | 4:13                                                    |
| 14.                                                     | "Every Time"                                            | Matthew Rolston                                         | 4:17                                                    |
| 15.                                                     | "The Velvet Rope – Hậu trường"                          |                                                         | 10:12                                                   |
| 16.                                                     | "All for You"                                           | David Meyers                                            | 4:36                                                    |
| 17.                                                     | "Someone to Call My Lover"                              | Francis Lawrence                                        | 4:33                                                    |
| 18.                                                     | "All for You – Hậu trường"                              |                                                         | 7:20                                                    |
| 19.                                                     | "Màn trình diễn MTV Icon – "All for You""               |                                                         | 6:30                                                    |
| Tổng thời lượng:                                        | Tổng thời lượng:                                        | Tổng thời lượng:                                        | 106:26                                                  |

Ghi chú nhạc mẫu
- "All for You" sử dụng nhạc mẫu "The Glow of Love" thể hiện bởi Change
- "China Love" sử dụng nhạc mẫu "Moonlight City Roa" thể hiện bởi Yoko Shimomura từ nhạc phim Legend of Mana
- "Son of a Gun (I Betcha Think This Song Is About You)" sử dụng nhạc mẫu "You're so Vain" thể hiện bởi Carly Simon
- "Truth" có chứa nội dung của "O-o-h Child" thể hiện bởi Five Stairsteps
- "Someone to Call My Lover" sử dụng nhạc mẫu "Ventura Highway" thể hiện bởi America và "Gymnopedié No. 1" thể hiện bởi Erik Satie

Chú thích
- ^a  "Would You Mind" không có trong phiên bản sạch của album hoặc bản phát hành tại Châu Á (ngoại trừ Nhật Bản) do ca từ nhạy cảm.[2]

## Xếp hạng
| Bảng xếp hạng (2001)                      | Vị trí cao nhất |
| ----------------------------------------- | --------------- |
| Album Úc (ARIA)                           | 3               |
| Album Úc Urban (ARIA)                     | 2               |
| Album Áo (Ö3 Austria)                     | 8               |
| Album Bỉ (Ultratop Vlaanderen)            | 3               |
| Album Bỉ (Ultratop Wallonie)              | 3               |
| Album Canada (Billboard)                  | 1               |
| Album Canada R&B (Nielsen SoundScan)      | 5               |
| Album Đan Mạch (Hitlisten)                | 21              |
| Album Hà Lan (Album Top 100)              | 4               |
| Album Châu Âu (Billboard)                 | 2               |
| Album Phần Lan (Suomen virallinen lista)  | 14              |
| Album Pháp (SNEP)                         | 2               |
| Album Đức (Offizielle Top 100)            | 3               |
| Album Hy Lạp (IFPI)                       | 3               |
| Album Hungaria (MAHASZ)                   | 7               |
| Album Ireland (IRMA)                      | 16              |
| Album Ý (FIMI)                            | 10              |
| Album Nhật Bản (Oricon)                   | 4               |
| Album New Zealand (RMNZ)                  | 6               |
| Album Na Uy (VG-lista)                    | 4               |
| Album Ba Lan (ZPAV)                       | 8               |
| Album Scotland (OCC)                      | 10              |
| Album Tây Ban Nha (PROMUSICAE)            | 9               |
| Album Thụy Điển (Sverigetopplistan)       | 4               |
| Album Thụy Sĩ (Schweizer Hitparade)       | 2               |
| Album Anh Quốc (OCC)                      | 2               |
| Album Anh Quốc R&B (OCC)                  | 1               |
| Album Hoa Kỳ Billboard 200                | 1               |
| Hoa Kỳ Top R&B/Hip-Hop Albums (Billboard) | 1               |

| Bảng xếp hạng (2001)  | Vị trí cao nhất |
| --------------------- | --------------- |
| Album Hàn Quốc (RIAK) | 3               |

| Bảng xếp hạng (2001)                      | Vị trí |
| ----------------------------------------- | ------ |
| Album Úc (ARIA)                           | 75     |
| Album Bỉ (Ultratop Flanders)              | 81     |
| Album Bỉ (Ultratop Wallonia)              | 82     |
| Album Canada (Nielsen SoundScan)          | 27     |
| Album Canada R&B (Nielsen SoundScan)      | 8      |
| Album Châu Âu (Billboard)                 | 70     |
| Album Pháp (SNEP)                         | 79     |
| Album Đức (Offizielle Top 100)            | 78     |
| Album Nhật Bản (Oricon)                   | 48     |
| Album Thụy Sĩ (Schweizer Hitparade)       | 70     |
| Album Anh Quốc (OCC)                      | 98     |
| Hoa Kỳ Billboard 200                      | 25     |
| Hoa Kỳ Top R&B/Hip-Hop Albums (Billboard) | 17     |
| Album Toàn cầu (IFPI)                     | 11     |
| Bảng xếp hạng (2002)                      | Vị trí |
| Album Canada R&B (Nielsen SoundScan)      | 70     |
| Hoa Kỳ Billboard 200                      | 174    |
| Hoa Kỳ Top R&B/Hip-Hop Albums (Billboard) | 96     |

| Bảng xếp hạng (2000–2009)                 | Vị trí |
| ----------------------------------------- | ------ |
| Hoa Kỳ Billboard 200                      | 141    |
| Hoa Kỳ Top R&B/Hip-Hop Albums (Billboard) | 81     |

## Chứng nhận
| Quốc gia                                                                           | Chứng nhận  | Số đơn vị/doanh số chứng nhận |
| ---------------------------------------------------------------------------------- | ----------- | ----------------------------- |
| Úc (ARIA)                                                                          | Vàng        | 35.000^                       |
| Bỉ (BEA)                                                                           | Vàng        | 25.000*                       |
| Canada (Music Canada)                                                              | 3× Bạch kim | 300.000^                      |
| Đan Mạch (IFPI Đan Mạch)                                                           | Vàng        | 25.000^                       |
| Pháp (SNEP)                                                                        | Vàng        | 100.000*                      |
| Đức (BVMI)                                                                         | Vàng        | 250.000^                      |
| Nhật Bản (RIAJ)                                                                    | 3× Bạch kim | 600.000^                      |
| New Zealand (RMNZ)                                                                 | Vàng        | 7.500^                        |
| Tây Ban Nha (PROMUSICAE)                                                           | Vàng        | 50.000^                       |
| Nam Phi (RISA)                                                                     | 4× Bạch kim | 200.000*                      |
| Hàn Quốc (KMCA)                                                                    | —           | 28,171                        |
| Thụy Sĩ (IFPI)                                                                     | Vàng        | 20.000^                       |
| Anh Quốc (BPI)                                                                     | Vàng        | 198,000                       |
| Hoa Kỳ (RIAA)                                                                      | 3× Bạch kim | 3,107,000                     |
| Tổng hợp                                                                           |             |                               |
| Toàn cầu                                                                           | —           | 7,000,000                     |
| * Chứng nhận dựa theo doanh số tiêu thụ. ^ Chứng nhận dựa theo doanh số nhập hàng. |             |                               |

## Lịch sử phát hành
| Khu vực        | Ngày              | Phiên bản                    | Định dạng | Hãng đĩa            | Ct.           |
| -------------- | ----------------- | ---------------------------- | --------- | ------------------- | ------------- |
| Nhật Bản       | 16 tháng 4, 2001  | Tiêu chuẩn                   | CD LP     | EMI Music Japan     | [ 70 ]        |
| Đức            | 20 tháng 4, 2001  | Tiêu chuẩn                   | CD LP     | EMI                 | [ 71 ]        |
| Úc             | 23 tháng 4, 2001  | Tiêu chuẩn                   | CD LP     | EMI Music Australia | [ 72 ]        |
| Vương quốc Anh | 23 tháng 4, 2001  | Tiêu chuẩn                   | CD LP     | Virgin              | [ 73 ]        |
| Hoa Kỳ         | 24 tháng 4, 2001  | Tiêu chuẩn                   | CD LP     | Virgin              | [ 74 ]        |
| Hoa Kỳ         | 17 tháng 7, 2001  | Sạch (Độc quyền tại Walmart) | CD LP     | Virgin              | [ 75 ]        |
| Hoa Kỳ         | 20 tháng 11, 2001 | Sạch tái bản                 | CD LP     | Virgin              | [ 76 ] [ 77 ] |
| Hoa Kỳ         | 20 tháng 11, 2001 | Giới hạn                     | CD+DVD    | Virgin              | [ 78 ]        |
| Nhật Bản       | 6 tháng 12, 2001  | Giới hạn                     | CD+DVD    | EMI                 | [ 79 ]        |